# Dolichiomicroscelis danielssoni
Dolichiomicroscelis danielssoni är en skalbaggsart som beskrevs av Dombrow 2007. Dolichiomicroscelis danielssoni ingår i släktet Dolichiomicroscelis och familjen Melolonthidae. Inga underarter finns listade i Catalogue of Life.